# Neosoul

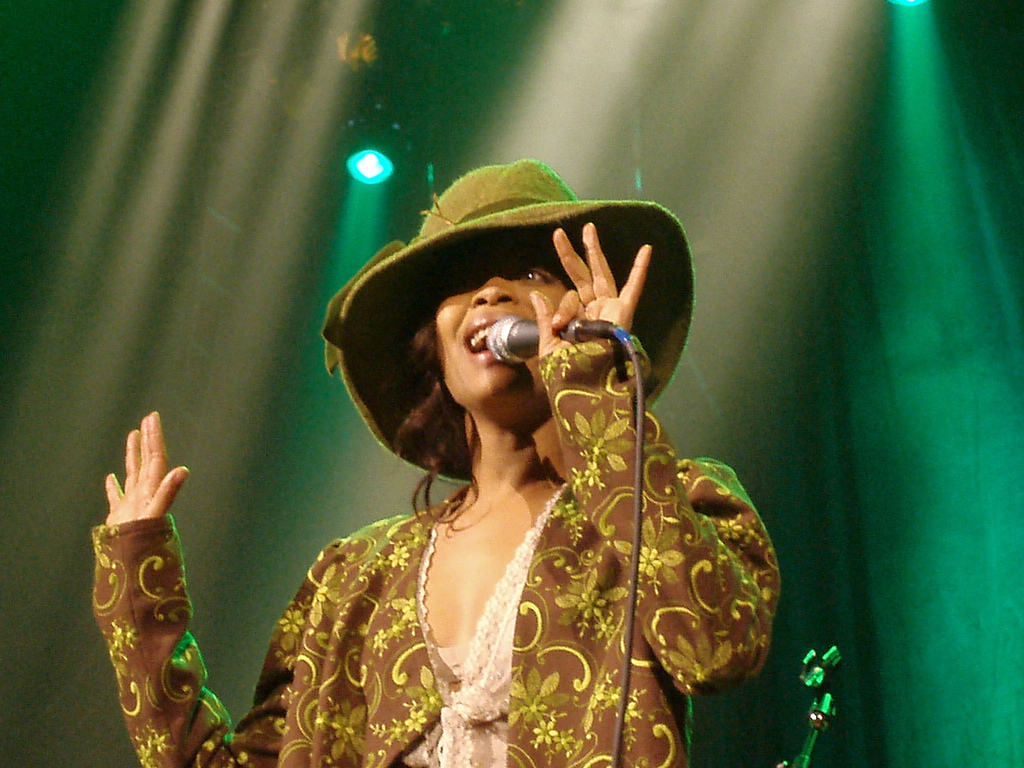
Erykah Badu

Neosoul (engelska: neo soul) är en undergenre till soulmusik. Termen myntades av skivbolagschefen Kedar Massenburg under senare delen av 1990-talet för att beskriva den musikstil som började bli vanlig och grundade sig i soul och samtida R&B med influenser från hiphop.
Exempel på neosoulmusiker är D'Angelo, Erykah Badu, Lauryn Hill, Maxwell och Alicia Keys.

## Etymologi
Termen neosoul myntades av skivbolagschefen Kedar Massenburgunder senare delen av 1990-talet för att beskriva den musikstil som började bli vanlig och grundade sig i soul och samtida R&B med influenser från hiphop.
Massenburg menar att många inte tycker om termen för att folk inte tycker att man ska se på denna musik som en viss genre, men samtidigt så behövs kategoriseringen i marknadsföringssyfte för att folk ska veta vad de köper.

## Karaktäristik
Majoriteten av artisterna inom Neosoul-genren är kvinnor, till skillnad från t.ex. den kommersiella hiphopen.
Musiken tar avstamp i Motown-soul men blandar sedan in Jazz, Funk och Hiphop.
Neosoul skiljer sig från modern R&B genom att innehålla mer soulkänsla och innehålla djupare budskap och mening.

## Historia
Redan i slutet på 80-talet kan man hitta influenser för vad som ska komma att bli neosoul genom artister som Tony! Toni! Tone!, Sade och Omar. Neosoulens peak kom under andra halvan av 90-talet med artister som D'Angelo, Erykah Badu, Maxwell, Lauryn Hill och Jill Scott m.fl.